# Yasmín Martínez
Yasmín Martínez León (ur. 15 grudnia 1990) – meksykańska zapaśniczka w stylu wolnym. Brązowa medalistka mistrzostw panamerykańskich w 2012 roku.